# Казарновский, Григорий Ефимович
Григорий Ефимович Казарно́вский (1887—1955) — советский металлург. Лауреат Сталинской премии.

## Биография
Родился в 1887 году в Шклове (ныне Могилёвская область, Беларусь). Рано осиротев, воспитывался дядей.
Окончил Петербургский политехнический институт, работал на металлургических заводах Урала, Донбасса и в Сибири на строительстве Кузнецкого металлургического комбината. Ученик и соратник М. К. Курако.
В 1921—1929 годах помощник управляющего Гурьевским металлургическим заводом. Участвовал в реконструкции предприятия, руководил строительством домны, пуском мартеновских печей, прокладкой железной дороги Гурьевск — Белово.
Летом 1929 года по приглашению И. П. Бардина приехал на Кузнецкстрой и возглавил технический отдел КМК имени И. В. Сталина. Один из руководителей строительства Кузнецкого металлургического комбината.
Умер 7 мая 1955 года. Похоронен в Новокузнецке рядом со своим другом М. К. Курако в березовой роще в Пантеоне кузнецких металлургов.

## Награды и премии
- два ордена Ленина
- орден Красной Звезды
- орден Отечественной войны I степени
- два ордена Трудового Красного Знамени.
- Сталинская премия второй степени (1947) — за разработку и внедрение скоростного метода реконструкции доменных печей

## Память
6 февраля 1968 года по решению горсовета (№ 56) переулок Школьный на правом берегу реки Абы в Центральном районе Новокузнецка был переименован в проезд Казарновского.